# Torneios WTA Tier I
Os torneios WTA Tier I foram torneios de elite de tênis da Women's Tennis Association realizados de 1990 até o final da temporada de 2008. De 1988 a 1990, os diferentes níveis de torneios WTA foram referidos pelo termo "Categoria", e havia 5 categorias. Dois dos torneios Tier I, Indian Wells e Miami, também foram eventos conjuntos realizados simultaneamente com o ATP Tour Masters Series.
Inicialmente, havia 6 torneios Tier I realizados anualmente a partir de 1990. A lista se expandiu para 8 eventos em 1993, 9 em 1997 e 10 em 2004, antes de ser reduzida para 9 em 2008.
Em 2009, a WTA mudou as categorias do torneio, de modo que a maioria dos torneios Tier I e Tier II estavam em uma categoria, "Premier Tournaments", esta subdividida em três categorias.

## Eventos
| Torneio                                    | Também conhecido como              | Cidade(s)                               | País | Piso            | Tier I a partir de | Anos |
| ------------------------------------------ | ---------------------------------- | --------------------------------------- | ---- | --------------- | ------------------ | ---- |
| Miami Open                                 | Sony Ericsson Open                 | Miami                                   | USA  | Duro            | 1990–2008          | 19   |
| German Open                                | Qatar Total German Open            | Berlin                                  | GER  | Saibro vermelho | 1990–2008          | 19   |
| Canadian Open                              | Rogers Cup                         | Montreal/Toronto (alternava a cada ano) | CAN  | Duro            | 1990–2008          | 19   |
| Family Circle Cup                          | Family Circle Cup                  | Hilton Head and Charleston              | USA  | Saibro verde    | 1990–2008          | 19   |
| Internazionali d'Italia                    | Internazionali BNL d'Italia        | Roma                                    | ITA  | Saibro vermelho | 1990–2008          | 19   |
| Pan Pacific Open                           | Toray Pan Pacific Open             | Yokohama e Tóquio                       | JAP  | Duro            | 1993–2008          | 16   |
| Zurich Open [en]                           | Zurich Open                        | Zurique                                 | SUI  | Duro (i)        | 1993–2007          | 15   |
| Indian Wells Open                          | Pacific Life Open                  | Indian Wells                            | USA  | Duro            | 1997–2008          | 12   |
| Kremlin Cup                                | Kremlin Cup                        | Moscou                                  | RUS  | Carpete (i)     | 1997–2008          | 12   |
| Southern California Open                   | Acura Classic                      | Carlsbad                                | USA  | Duro            | 2004–2007          | 4    |
| Advanta Championships of Philadelphia [en] | Advanta Championships Philadelphia | Filadélfia                              | USA  | Carpete (i)     | 1993–1995          | 3    |
| Virginia Slims of Florida [en]             | Virginia Slims Florida             | Boca Raton                              | USA  | Duro            | 1991–1992          | 2    |
| Ameritech Cup [en]                         | Ameritech Cup Chicago              | Chicago                                 | USA  | Carpete (i)     | 1990               | 1    |
| Qatar Open                                 | Qatar Total Open                   | Doha                                    | QAT  | Duro            | 2008               | 1    |